# Watsa
Watsa est une localité, chef-lieu de territoire de la province du Haut-Uele en république démocratique du Congo. 

## Géographie
Elle est desservie par la route nationale RN 26 à 329 km à l'est du chef-lieu provincial Isiro.

## Administration
Chef-lieu territorial de 48 238 électeurs recensés en 2018, la localité a le statut de commune rurale de moins de 80 000 électeurs, elle compte 7 conseillers municipaux en 2019.

## Population
Le recensement date de 1984, l'accroissement annuel est estimé à 2,54,.
| 1951  | 1984   | 2004   | 2012   |
| ----- | ------ | ------ | ------ |
| 2 948 | 15 100 | 27 308 | 33 385 |

## Économie
Watsa est un des centres de la division Moto des mines d'or Kilo-Moto. 

## Personnalités liées à la commune
- Adou Elenga (1926-1981), chanteur, guitariste et auteur-compositeur-interprète congolais.
- Jean-Pierre Lola Kisanga (1969-2020), homme politique congolais.